# Březí u Říčan
Březí (deutsch Bries) ist eine Gemeinde in Tschechien. Sie liegt vier Kilometer nordöstlich von Říčany und gehört zum Okres Praha-východ.

## Geographie

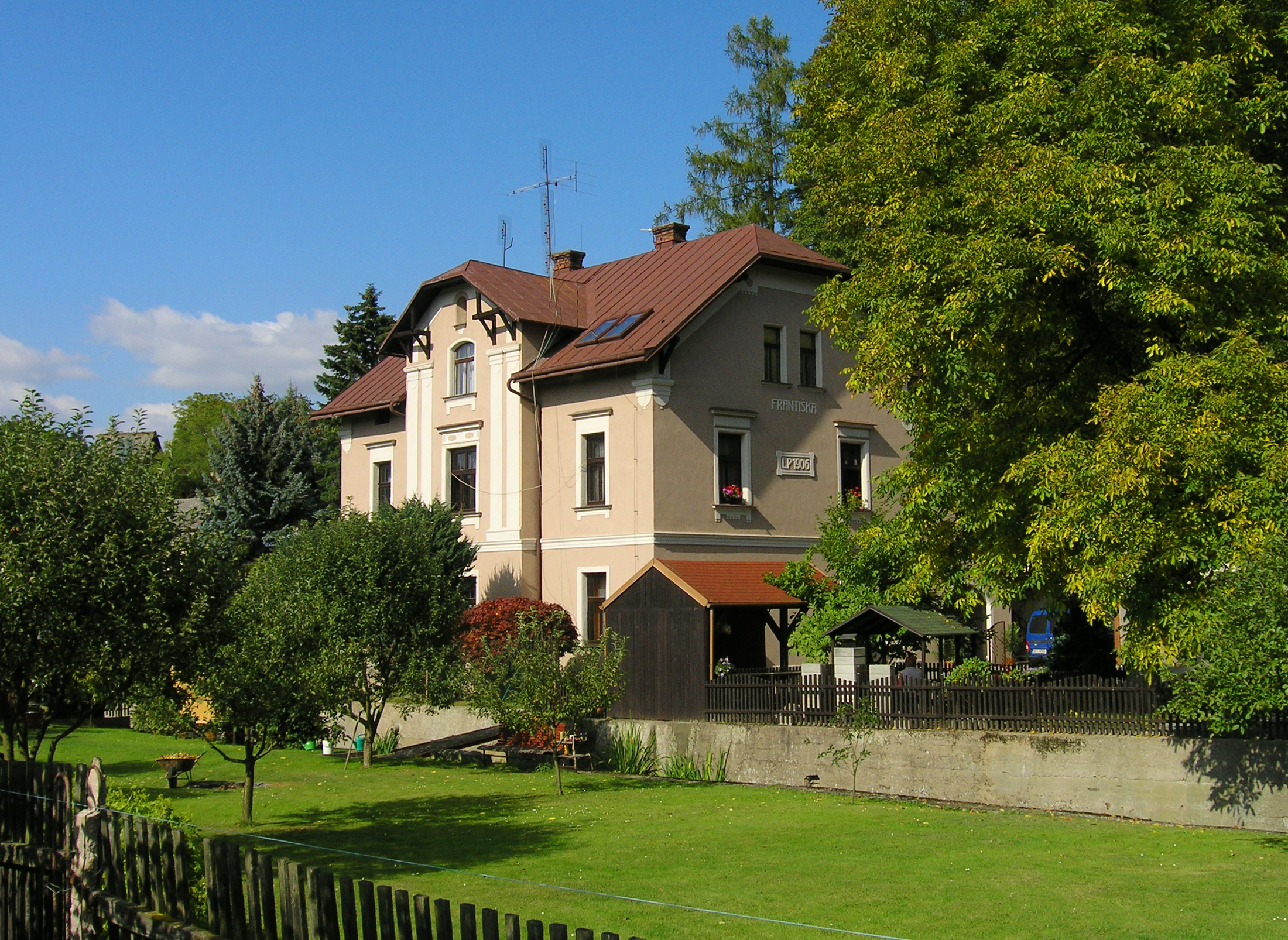
Eine Villa im Ort

Březí befindet sich am Bach Výmola am Ostrand des Babitzer Waldes. Nachbarorte sind  Sluštice im Norden, Třebohostice im Nordosten, Doubek im Osten, Babice im Südosten, Strašín im Süden, Říčany im Südwesten, Pacov  im Westen sowie Křenice im Nordwesten.

## Geschichte
Die erste urkundliche Erwähnung des Dorfes Bříza erfolgte im Jahre 1303.
1719 bestand Březí aus 9 Gehöften. 1732 ließ Kaiserin Maria Theresia die verfallene Bartholomäuskirche erneuern. 1843 hatte sich der Ort auf 25 Anwesen ausgeweitet und besaß 200 Einwohner. Im Jahre 1976 begann der Bau von Einfamilienhäusern. 1980 war der Zusammenschluss mit Babice und Doubek zu einer gemeinsamen Gemeinde, die 1990 wieder aufgelöst wurde.

## Sehenswürdigkeiten
- Kirche St. Bartholomäus, der wahrscheinlich um 1300 entstandene Bau wurde 1732 barock umgestaltet
- Statue des Hl. Johannes von Nepomuk, aus dem 18. Jahrhundert
- Burgstall Sance, archäologische Grabungsstätte, nördlich von Březí